# Emil Kheri Imsgard
Emil Kheri Imsgard (* 6. März 1998 in Hamar) ist ein norwegischer Handballspieler.

## Karriere

### Verein
Emil Kheri Imsgard lernte das Handballspielen bei Elverum Håndball. Ab 2016 kam der 1,97 m große Torwart zu Einsätzen in der ersten Mannschaft, die in der ersten norwegischen Liga, der Eliteserien spielt. Mit Elverum gewann er in jedem Jahr die heimische Liga und nahm seit 2017 stets an der EHF Champions League teil.
Zur Saison 2023/24 wechselte er zum ungarischen Spitzenklub OTP-Bank Pick Szeged. Seit dem Sommer 2024 hütet er das Tor des dänischen Zweitligisten HØJ Håndbold. Mit HØJ stieg er 2025 in die Håndboldligaen auf.

### Nationalmannschaft
In der norwegischen A-Nationalmannschaft debütierte Imsgard am 5. Januar 2021 bei der 25:33-Niederlage gegen Belarus in Minsk. Bei der Weltmeisterschaft 2023 nahm er an einem Spiel teil.